# Павел Софос
Павел (на гръцки: Παύλος, Павлос) е гръцки духовник.

## Биография
Роден е на 17 юли 1910 година на Закинтос със светското име Софос (Σοφός). Завършва Богословския факултет на Атинския университет. В 1835 година се замонашва в манастира „Свети Йоан Предтеча“ в Лангада на Закинтос. На 19 декември 1935 година е ръкоположен за дякон от митрополит Хрисостом Закинтски, а през декември 1945 година за презвитер от митрополит Пантелеймон Воденски. Служи като проповедник на Закинтос и Кефалония (1958 - 1960), както и като свещеник в болници в Атина. На 28 май 1960 година е ръкоположен за йерисовски, светогорски и ардамерски митрополит. На 22 януари 1980 година подава оставка и умира на 16 октомври 1995 година.